# بيترس مود
بيترس مود (بالإنجليزية: Beatrice Maude)‏ هي مخرجة وممثلة أمريكية، ولدت في 22 يوليو 1892 في كاليفورنيا في الولايات المتحدة، وتوفيت في 14 أكتوبر 1984 في لوس أنجلوس في الولايات المتحدة.

## وصلات خارجية
- بيترس مود على موقع IMDb (الإنجليزية)
- بيترس مود على موقع قاعدة بيانات برودواي على الإنترنت (الإنجليزية)
- بيترس مود على موقع قاعدة بيانات الفيلم (الإنجليزية)